# Galáxia lenticular

Esquema da classificação de Hubble para galáxias. No ponto em que há bifurcação entre o ramo de galáxias espirais (S) e galáxias espirais barradas (SB), encontram-se as galáxias lenticulares, simbolizadas por S0.

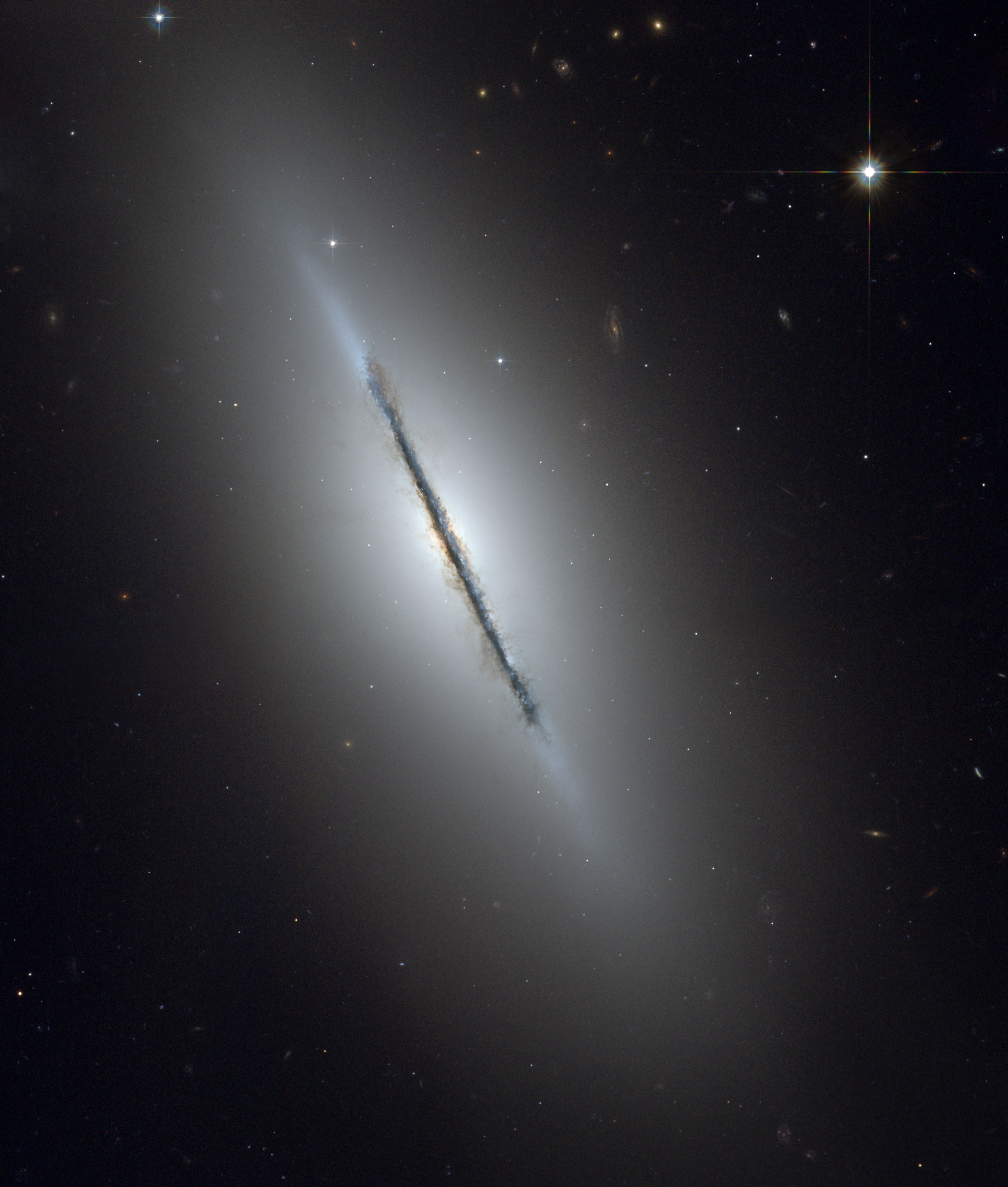
A Galáxia do Fuso (NGC 5866), uma galáxia lenticular na constelação do Dragão. Esta imagem mostra que galáxias lenticulares podem reter uma quantidade considerável de poeira em seu disco. Não há quase gás e, por isso, são consideradas deficitárias em material interestelar.

Uma galáxia lenticular (denotada por S0) é um tipo de galáxia que é intermediária entre uma galáxia elíptica e uma galáxia espiral na sequência do esquema de classificação Hubble. Essas galáxias contêm grandes discos, porém não possuem braços espirais, já havendo consumido ou perdido a maior parte do seu material interestelar, o que as faz ter pouca formação de estrelas. Entretanto, elas conseguem reter uma quantidade significativa de poeira em seu disco. Como resultado, elas consistem principalmente de estrelas envelhecidas  (como as galáxias elípticas). Apesar das diferenças morfológicas, as galáxias lenticulares e elípticas têm propriedades em comum, como as suas características espectrais. Ambas podem ser consideradas galáxias jovens que estão evoluindo passivamente, pelo menos na sua região do Universo.